# Xã Troy, Quận Crawford, Pennsylvania
Xã Troy (tiếng Anh: Troy Township) là một xã thuộc quận Crawford, tiểu bang Pennsylvania, Hoa Kỳ. Năm 2010, dân số của xã này là 1.235 người.